# Lab4U (компания)
Lab4U — российская medtech-компания, предоставляющая услуги в области лабораторной диагностики. Основное направление деятельности — проведение лабораторных анализов.

## История
В 2010 году была основана клинико-диагностическая лаборатория Bion, которая сотрудничает исключительно с медицинскими учреждениями. На ее базе в 2012 году Валерий Саванович основал лабораторию Lab4U. Основным отличием от компаний, предоставляющих услуги частным лицам в области лабораторной диагностики, является обязательный заказ на сайте компании и отсутствие собственных или франшизных процедурных кабинетов. Они заключают партнерские договоры оказание услуг по взятию биоматериала с клиниками, у которых есть лицензия на сестринское дело, анализы выполняют самостоятельно. В 2013 году партнерская сеть насчитывала 50 точек в Москве и три в Нижнем Новгороде. В 2022 году партнерская сеть Lab4U составила 400 точек в 44 регионах России.
В 2023 году Lab4U вошла в топ-6 российских medtech-компаний и стала лидером роста по объему выручки за 2023 год. Компания придерживается ESG и делает лабораторную диагностику более экологичной.